# سكرينة عريضة
سكرينة عريضة أو لمارية سكرية (الاسم العلمي:Saccharina latissima) هي نوع من الطلائعيات تتبع جنس السكرينة من الفصيلة اللامينارية.

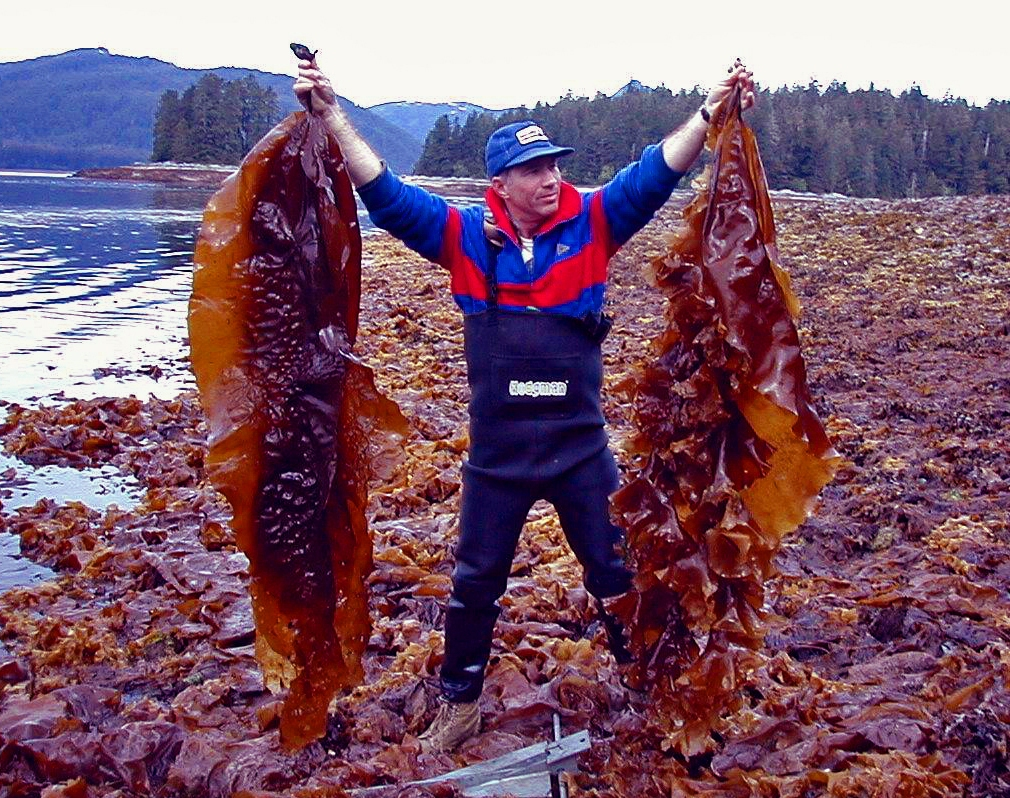
سكرينة عريضة على شاطئ
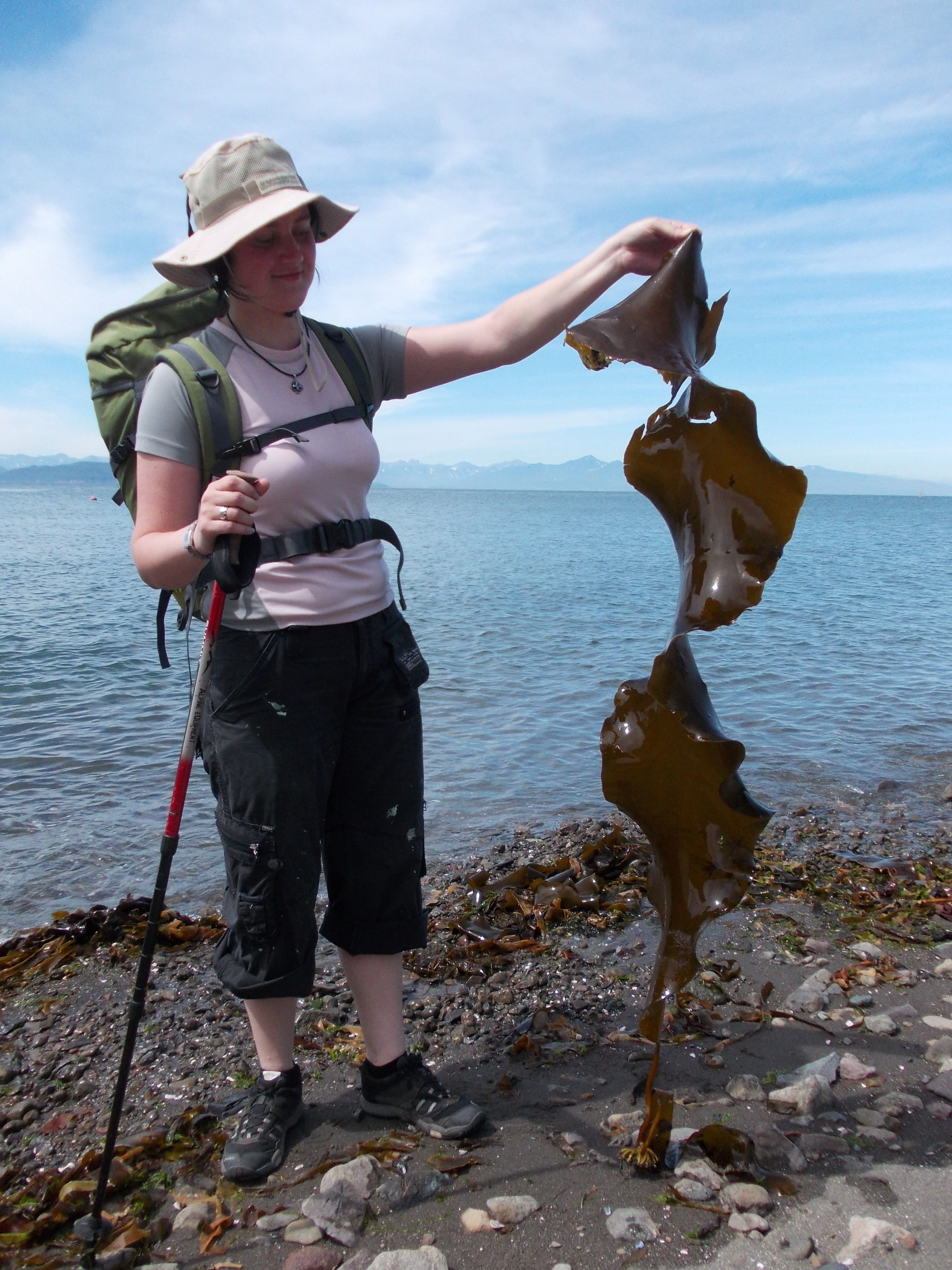
سكرينة عريضة من خليج أفاشا في شبه جزيرة كامشاتكا